# يوجين فيليكس
يوجين فيليكس (بالألمانية: Eugen Felix)‏ هو رسام نمساوي، ولد في 27 أبريل 1836 في بروستيوف في التشيك، وتوفي في 21 أغسطس 1906 في فيينا في النمسا.